# موتور ناصر گرگیج
موتور ناصر گرگیج یک منطقهٔ مسکونی در ایران است که در دهستان حومه (ایرانشهر) واقع شده‌است. موتور ناصر گرگیج ۷۱ نفر جمعیت دارد.